# 菅野廉
菅野 廉（かんの れん、1889年（明治22年）7月12日 - 1988年（昭和63年）7月8日）は、日本の洋画家。宮城県黒川郡大衡村生まれ。東京美術学校を卒業し、戦前は二科で、戦後は河北美術展などで活躍した。「蔵王の画家」と呼ばれる。
昭和万葉の森の敷地内にある「大衡村ふるさと美術館」は、作品の一部を常設展示している。

## 来歴

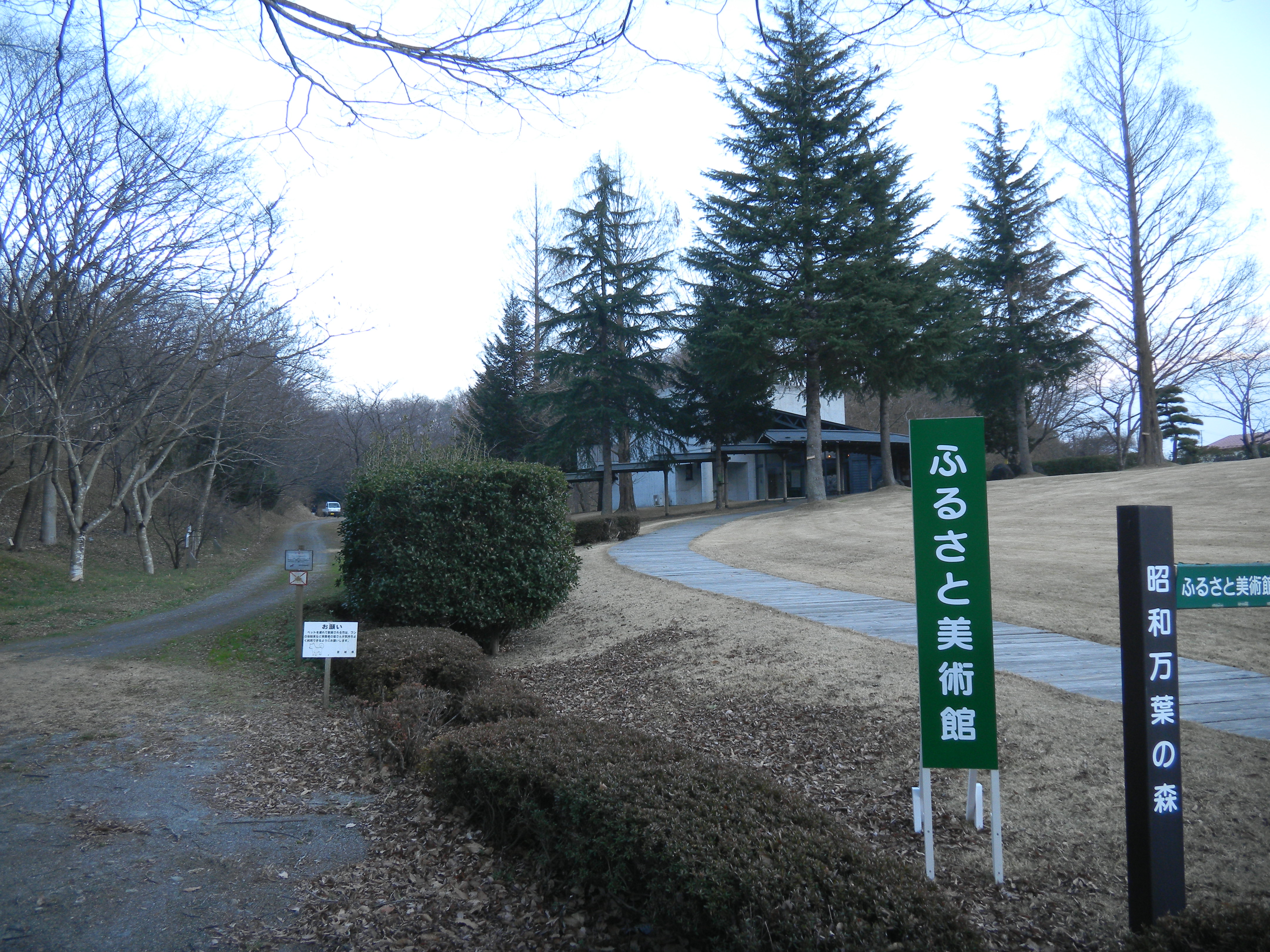
菅野廉の作品を所蔵する
大衡村ふるさと美術館

1889年（明治22年）7月12日、宮城県黒川郡大衡村に生まれる。1910年（明治43年） 宮城県師範学校卒業。1911年（明治44年） 東京美術学校に入学。1915年（大正4年） 東京美術学校卒業。
1925年（大正14年） 二科展に入選。1931年（昭和6年） パリに留学。サロン・ドートンヌに入選。1935年（昭和10年） 第3回河北美術展で河北賞（最高賞）受賞。
1942年（昭和17年） 南方戦線に画家として従軍。1943年（昭和18年） 帰国、南方戦線従軍報告作品展を開く。1944年（昭和19年）大衡村に疎開している最中、東京大空襲で多くの作品を焼失する。
1964年（昭和39年） 宮城県芸術協会の創設に参加。1965年（昭和40年） 蔵王写生会を創設。1984年（昭和59年） 宮城県美術館で菅野廉展を開催。
1988年（昭和63年）7月8日、死去。

## 作品
- 「梨花」（40号）1965年
- 「ろ馬の耳」（100号）1978年
- 「磐司岩」（30号）1988年

etc.